# Rolando Schiavi
Rolando Carlos Schiavi (Lincoln, Buenos Aires, 18 de enero de 1973), también conocido por su apodo «Flaco», es un exfutbolista argentino. Se desempeñaba en la posición de defensor central. 
Empezó su carrera profesional en el Club Argentino de Rosario. Logró el ascenso a la Primera División de Argentina en 1997 en su paso por Argentinos Juniors. Recaló al Club Atlético Boca Juniors en el año 2001, en donde vivió los momentos más gloriosos de su carrera. Llegó en reemplazo de Jorge Bermúdez, ya que fue elegido para reorganizar la defensa.
Entre los títulos que ganó de manera profesional figuran dos Copa Libertadores ganadas con Boca Juniors y Estudiantes de La Plata en las ediciones de 2003 y 2009, respectivamente. En el año 2003 conquistó la prestigiosa Copa Intercontinental con el conjunto xeneize en un memorable partido en el que derrotaron al AC Milan en la instancia de tiros desde el punto de penal.
Es considerado un referente del Club Atlético Boca Juniors en la década del 2000 al haber conquistado un total de 9 títulos con esa institución. En su paso por el club de la ribera dejó la huella de 253 partidos oficiales disputados y la cifra de 27 goles convertidos.
En su paso por el Grêmio de Brasil llegó a la final de la Copa Libertadores 2007, la cual perdería contra su exequipo Boca Juniors.

## Trayectoria
Marcador central, que se originó de las inferiores del Club Rivadavia de Lincoln (Lincoln, Bs. As.), paso por el Club Argentino de Rosario y en la segunda división de Argentina por Argentinos Juniors. 

### Primera etapa en Boca Juniors (2001-2005)
A pedido de Carlos Bianchi, tras la partida de Jorge Bermúdez, fue elegido para rearmar la defensa del Club Atlético Boca Juniors y fue adquirido al club de La Paternal, en 750 mil dólares. Le costó afirmarse al comienzo, pero luego, ya con el Maestro Tabárez, como entrenador, pudo y supo ganarse su lugar tanto dentro como fuera del campo de juego, ya que consiguió rápidamente el cariño de la gente de Boca. Sólido en el juego aéreo, fue figura de los títulos que ganó junto con Boca (Torneo Apertura 2003, Copa Libertadores 2003, Copa Intercontinental 2003, Copa Sudamericana 2004, Torneo Apertura 2005 , Copa Sudamericana 2005 y Torneo Apertura 2011), mostrando su personalidad y entrega.
A mediados del 2005 le llegaría una oferta de España del Hércules Club de Fútbol, que él aceptaría, ya en el 2006 y allí pasaría su única experiencia europea en la Segunda División de España.

### Hércules (2006)
A principios del 2006 fue transferido al Hércules Club de Fútbol, que militaba en ese entonces en la segunda división de España.

### Grêmio (2006-2007)
A mediados del 2006 pasa a jugar al Grêmio, club en el que tuvo algunas actuaciones destacadas. Con el equipo llegó a la final de la Copa Libertadores 2007, final que perdió con Boca Juniors.

### Newell's Old Boys (2007-2009/2009-2011)
Retornó a Argentina para sumarse a Newell's Old Boys.
En este club se hizo gran amigo de Juan Manuel Insaurralde, con quien luego jugaría en Boca Juniors.
En octubre de 2010, se convirtió en el defensor más goleador de la historia de Newell's Old Boys. Con los dos goles marcados al modesto San José de Oruro por la Copa Sudamericana, llegó a los 18 goles en 109 partidos con la casaca rojinegra, superando al histórico Jorge Theiler (17 goles en 240 partidos).
Luego del paso por Estudiantes de La Plata, regresó al Newell's Old Boys, donde se quedaría hasta junio del año 2011.
Newell's, decidió no renovarle el contrato al defensor y Schiavi quedaría libre.

### Estudiantes de La Plata (2009)
A mediados de junio de 2009 fue cedido a Estudiantes de La Plata para disputar solo el tramo final de la Copa Libertadores 2009, logrando salir campeón de América por segunda vez a nivel personal. Estudiantes no utilizó préstamo de este jugador para el Mundial de Clubes 2009. El cual terminarían perdiendo 1-2 en la final, vs. Barcelona FC.

### Segunda etapa en Boca Juniors (2011-2012)
Cuando el primer semestre de 2011 estaba por terminar, diferencias con el club rosarino hicieron que Schiavi no renueve su contrato con el club, quedando libre su pase. Tras ver esta situación, su antiguo equipo, Boca Juniors, decide contratar al jugador de 38 años por una temporada tras las malas actuaciones defensivas del plantel xeneize en los últimos tiempos.
Debuta una vez más con la camiseta xeneize el 27 de julio del 2011, en un partido amistoso de pretemporada con el Espanyol de Barcelona, por la copa ciudad de Barcelona (amistosa), partido en el que el conjunto argentino terminaría cayendo por 3 goles a 1, con goles anotados por Darío Cvitanich (anotado para Boca Juniors), 2 goles de Daniel Osvaldo, y uno de Verdú. Ya comenzado el Torneo Apertura 2011 en Argentina, en la quinta fecha ante Independiente De Avellaneda Boca Juniors gana por 1-0 con un gol del flaco.
Su llegada a Boca Juniors fue muy criticada ya que se dudaba de su rendimiento en altas competencias teniendo en cuenta que su desembarco en el club era a los 38 años de edad, sin embargo con excelentes actuaciones, no solo logró un excepcional rendimiento a lo largo de los partidos, sino que también se convirtió en un líder indiscutido y estandarte de la defensa xeneize.
El domingo 6 de noviembre de 2011 cumplió 200 partidos oficiales en Boca Juniors.
En el partido 2-1 frente a Godoy Cruz de Mendoza el 27 de noviembre de 2011 a los casi 39 años, se convirtió en el jugador más veterano en hacer un gol en el Club Atlético Boca Juniors. Convirtió el segundo tanto del partido mediante un penal, a los 36 minutos del primer tiempo.
Finalmente Boca termina consagrándose campeón invicto de aquel torneo Apertura 2011 en el partido que su equipo venció a Banfield por 3-0. Durante todo el torneo el equipo logró tener la valla menos vencida en la historia de los torneos cortos, con apenas 6 goles encajados. En aquel partido el dt Julio César Falcioni decidió reemplazar a Schiavi minutos antes de que termine el partido y "el flaco" se llevó una gran ovación de la hinchada xeneize.
Schiavi tendría un gran nivel en la Copa Libertadores 2012 y en el Torneo Clausura 2012, todas las pelotas que entraban al área eran suyas y de su compañero Juan Manuel Insaurralde y en ocasiones Matías Caruzzo. En la segunda final, cometió un grosero error dándole un pase al rival Emerson, para sellar el 0-2 a favor del Corinthians. Boca Juniors saldría subcampeón de la Copa Libertadores 2012 y en la 4ª posición del torneo local.
En junio de 2012, cuando todavía no ha renovado contrato con Boca Juniors, se lo relacionó con varios clubes, pero el 5 de julio de 2012 Daniel Angelici afirmó su renovación por 6 meses.
Luego de la salida de Riquelme, es el elegido por el técnico Julio César Falcioni como el capitán del equipo. 
A mediados del mes de agosto, Schiavi de 39 años, confirmó su retiro de la actividad profesional para el mes de diciembre del mismo año retirándose del fútbol argentino frente a Godoy Cruz.

### Shanghái Shenhua (2012-2013)
A pesar de haber anunciado su retiro del fútbol profesional, el club le ofreció a Schiavi un contrato por una temporada con una elevada suma de dinero. Fue traspasado al equipo de Sergio Batista en el año 2012. Rolando aclaró que también era muy importante para él adaptarse al idioma chino. Además formó parte del 11 ideal de China. El 30 de octubre anuncia su retiro via Twitter.

## Selección de Argentina
En 2009, a pedido de Maradona, Rolando Schiavi fue convocado para la Selección Argentina. Entró a los 35 minutos del segundo tiempo en el partido donde Argentina perdió 1-0 ante Paraguay en el Estadio Defensores del Chaco, y lo hizo a la edad de 36 años, siete meses y 22 días. Así se convierte en el jugador debutante más veterano de la Selección. Disputó como titular los 2 partidos que Argentina necesitaba ganar para clasificar al mundial. La selección clasificó, pero Schiavi no fue tenido en cuenta para representar a su país en la máxima cita futbolística.

## Estadísticas
Datos actualizados a fin de carrera deportiva.
| Argentinos Juniors Argentina |               |               |     |    |    |    |    |     |     |    |
| 1.ª | 1995-96       | 14            | 0   | -  | -  | 2  | 0  | 16  | 0   |    |
| 2.ª | 1996-97       | 32            | 1   | -  | -  | -  | -  | 32  | 1   |    |
| 1.ª | 1997-98       | 35            | 0   | -  | -  | -  | -  | 35  | 0   |    |
| 1.ª | 1998-99       | 29            | 0   | -  | -  | -  | -  | 29  | 0   |    |
| 1.ª | 1999-00       | 33            | 6   | -  | -  | -  | -  | 33  | 6   |    |
| 1.ª | 2000-01       | 34            | 4   | -  | -  | -  | -  | 34  | 4   |    |
| Total club | Total club    | 177           | 11  | 0  | 0  | 2  | 0  | 179 | 2   |    |
| Boca Juniors Argentina |               |               |     |    |    |    |    |     |     |    |
| 1.ª |               |               |     |    |    |    |    |     |     |    |
| 2001-02 | 29            | 4             | -   | -  | 9  | 1  | 38 | 4   |     |    |
| 2002-03 | 20            | 3             | -   | -  | 13 | 3  | 33 | 6   |     |    |
| 2003-04 | 30            | 3             | -   | -  | 16 | 2  | 46 | 5   |     |    |
| 2004-05 | 23            | 3             | -   | -  | 18 | 1  | 41 | 4   |     |    |
| 2005 | 19            | 0             | -   | -  | 9  | 2  | 28 | 2   |     |    |
| 2011-12 | 33            | 2             | 1   | 0  | 12 | 0  | 46 | 2   |     |    |
| 2012 | 18            | 3             | 2   | 0  | 1  | 0  | 21 | 3   |     |    |
| Total club | Total club    | 172           | 18  | 3  | 0  | 78 | 9  | 253 | 27  |    |
| Hércules · España |               |               |     |    |    |    |    |     |     |    |
| 2.ª |               |               |     |    |    |    |    |     |     |    |
| 2006 | 18            | 1             | -   | -  | -  | -  | 18 | 1   |     |    |
| 2006 | 15            | 0             | 2   | 0  | -  | -  | 17 | 0   |     |    |
| Total club | Total club    | 33            | 1   | 2  | 0  | 0  | 0  | 35  | 1   |    |
| Grêmio · Brasil |               |               |     |    |    |    |    |     |     |    |
| 1.ª |               |               |     |    |    |    |    |     |     |    |
| 2007 | 11            | 0             | -   | -  | 7  | 0  | 18 | 0   |     |    |
| Total club | Total club    | 11            | 0   | 0  | 0  | 7  | 0  | 18  | 0   |    |
| Newell's Old Boys Argentina |               |               |     |    |    |    |    |     |     |    |
| 1.ª |               |               |     |    |    |    |    |     |     |    |
| 2007-08 | 32            | 4             | -   | -  | -  | -  | 32 | 4   |     |    |
| 2008-09 | 34            | 4             | -   | -  | -  | -  | 34 | 4   |     |    |
| 2009-10 | 29            | 6             | -   | -  | 2  | 0  | 31 | 6   |     |    |
| 2010-11 | 35            | 4             | -   | -  | 5  | 2  | 40 | 6   |     |    |
| Total club | Total club    | 130           | 18  | 0  | 0  | 7  | 2  | 137 | 20  |    |
| Estudiantes de La Plata Argentina |               |               |     |    |    |    |    |     |     |    |
| 1.ª |               |               |     |    |    |    |    |     |     |    |
| 2009 | -             | -             | -   | -  | 4  | 0  | 4  | 0   |     |    |
| Total club | Total club    | 0             | 0   | 0  | 0  | 4  | 0  | 4   | 0   |    |
| Shanghái Greenland China |               |               |     |    |    |    |    |     |     |    |
| 1.ª | 2013          | 26            | 0   | -  | -  | -  | -  | 26  | 0   |    |
| Total club | Total club    | 26            | 0   | 0  | 0  | 0  | 0  | 26  | 0   |    |
| Club Rivadavia Argentina |               |               |     |    |    |    |    |     |     |    |
| 4.ª | 2014          | 3             | 1   | -  | -  | -  | -  | 3   | 1   |    |
| Total club | Total club    | 3             | 1   | 0  | 0  | 0  | 0  | 3   | 1   |    |
| Total carrera | Total carrera | Total carrera | 552 | 49 | 5  | 0  | 98 | 11  | 655 | 60 |
| (1) Incluye datos de la Copa del Rey (2006-07), Copa Argentina (2011-12), Supercopa Argentina (2012). (2) Incluye datos de la Supercopa Sudamericana (1995); Copa Mercosur (2001); Copa Intercontinental (2001, 2003); Copa Libertadores (2002, 2003, 2004, 2005, 2007, 2009, 2010, 2012); Copa Sudamericana (2002, 2003, 2004, 2005, 2010, 2012); Recopa Sudamericana (2004, 2005). (3) No incluye goles en partidos amistosos. |               |               |     |    |    |    |    |     |     |    |

### Selección nacional
| Selección | Año   | Amistoso | Amistoso | Eliminatorias | Eliminatorias | Total | Total |
| Selección | Año   | PJ       | G        | PJ            | G             | PJ    | G     |
| Argentina | 2009  | 1        | 0        | 3             | 0             | 4     | 0     |
| Argentina | Total | 1        | 0        | 3             | 0             | 4     | 0     |

### Resumen estadístico
| Competición            | Encuentros | Goles | Promedio |
| ---------------------- | ---------- | ----- | -------- |
| Primera División       | 484        | 46    | 0.1      |
| Segunda División       | 65         | 2     | 0.03     |
| Cuarta División        | 3          | 1     | 0.33     |
| Copas nacionales       | 5          | 0     | 0        |
| Copas internacionales  | 98         | 11    | 0.11     |
| Selección de Argentina | 4          | 0     | 0        |
| Total                  | 659        | 60    | 0.09     |

## Palmarés

### Campeonatos regionales
| Título                   | Equipo         | País      | Año  |
| ------------------------ | -------------- | --------- | ---- |
| Liga Deportiva del Oeste | Club Rivadavia | Argentina | 1992 |
| Liga Deportiva del Oeste | Club Rivadavia | Argentina | 1993 |

### Campeonatos estatales
| Título            | Equipo | Estado             | Año  |
| ----------------- | ------ | ------------------ | ---- |
| Campeonato Gaucho | Grêmio | Río Grande del Sur | 2007 |

### Campeonatos nacionales
| Título             | Equipo             | País      | Año      |
| ------------------ | ------------------ | --------- | -------- |
| Primera B Nacional | Argentinos Juniors | Argentina | 1997     |
| Primera División   | Boca Juniors       | Argentina | A - 2003 |
| Primera División   | Boca Juniors       | Argentina | A - 2005 |
| Primera División   | Boca Juniors       | Argentina | A - 2011 |
| Copa Argentina     | Boca Juniors       | Argentina | 2011-12  |

### Campeonatos internacionales
| Título                | Equipo       | Sede         | Año  |
| --------------------- | ------------ | ------------ | ---- |
| Copa Libertadores     | Boca Juniors | São Paulo    | 2003 |
| Copa Intercontinental | Boca Juniors | Yokohama     | 2003 |
| Copa Sudamericana     | Boca Juniors | Buenos Aires | 2004 |
| Recopa Sudamericana   | Boca Juniors | Manizales    | 2005 |
| Copa Sudamericana     | Boca Juniors | Buenos Aires | 2005 |
| Copa Libertadores     | Estudiantes  | Porto Alegre | 2009 |

### Distinciones individuales
| Distinción                        | Años |
| --------------------------------- | ---- |
| Parte del Equipo Ideal de América | 2003 |
| Parte del Equipo Ideal de América | 2004 |
| Parte del Equipo Ideal de América | 2011 |